# III. Mihail tveri nagyfejedelem
III. Mihail Boriszovics (oroszul Михаил Борисович), (1453 – 1505) Tver utolsó nagyfejedelme 1461-től 1485-ig.

## Külpolitikai viszonyok
Mihail Borisz Alekszandrovics tveri nagyfejedelem második fia volt. Bátyja még csecsemőkorában meghalt, így apja 1461-es halálakor, nyolcévesen ő örökölte a trónt. Az önálló hercegségre a legnagyobb veszélyt ekkoriban saját szövetségese, az egyre nagyobbra növekvő Moszkvai Nagyfejedelemség jelentett. 1462-ben ott is hatalomváltás történt, III. Iván lett az új nagyfejedelem, aki Borisz sógora volt, ugyanis nővérét, Mariját vette feleségül. Iván még apja életében megígérte neki, hogy a sógorát meghagyja uralkodni saját földjei felett. Ekkor még erős volt a Novgorodi köztársaság is, és valószínűleg segítségére sietett volna a Moszkvával szemben ütközőállamként szolgáló Tvernek egy hódító hadjárat esetén.
1467-ben pestisjárvány söpört végig az orosz területeken és Marija, Iván felesége is meghalt, felszabadítva ezáltal a fejedelmet esküje alól. Lehetséges, de nem bizonyítható, hogy Mariját megmérgezték.

## Moszkva első hadjárata
Iván 1463-ban meghódította Jaroszlavlt, 1471-ben leverte a novgorodi felkelést és 1478-ra teljesen annektálta a köztársaságot. Moszkva szisztematikusan végrehajtotta régi álmát, "az orosz földek összegyűjtését" és csak idő kérdése volt, hogy mikor kerül sor Tverre. Mihail egyetlen esélye ennek elkerülésére egy litván szövetség lehetett. 1483-ban meghalt Mihail felesége, Szofija és ez megnyitotta a lehetőséget egy dinasztikus házasságra a nyugati szomszéddal; a tveri nagyfejedelem IV. Kázmér lengyel király és litván fejedelem unokáját vette feleségül.
A feldühödött Iván még megvárta anyja halálát és temetését, de rögtön utána, 1485 elején hadat üzent Tvernek. Mihail Boriszovics röviddel ezután elfogadott egy megalázó békeszerződést, amelyben Iván kisebb testvérének nevezi magát, területi engedményeket tett és korlátozta külpolitikai függetlenségét. A moszkvai bojárok ezután zaklatni kezdték a tverieket, ám Mihail nem tudta megvédeni alattvalóit, Iván pedig mindig a moszkvaiak javára döntött. A tveri bojárok hamarosan inkább átálltak Moszkva oldalára, a folyamatot Andrej mikuli és Joszif dorogobuzsi részfejedelmek kezdték, és a többiek hamarosan követték őket.

## Tver meghódítása
Mihail megpróbálta előkészíteni menekülését Litvániába, ám hű embereit feltartóztatták Iván fegyveresei. A IV. Kázmérhoz írt levele alapján már megvádolhatták árulással, mert a békeszerződést megszegve külországgal lépett kapcsolatba és "Iván ellen izgatta Kázmért". Mihail megbízta a tveri püspököt és a Holm-i részfejedelmet hogy vigyék el kifogásokat soroló levelét Moszkvába, ám azok nem vállalták a megbízatást.
Iván utasította a novgorodi helytartót, hogy vonuljon Tver ellen és maga is nagy sereget gyűjtött össze, valamint kellő tüzérséget is. 1485. szeptember 8-án körbevették Tver városát és felgyújtották az óvárost. A következő két napban szinte minden arisztokrata elmenekült, magára hagyva a fejedelmet. Mihail Boriszovics is menekülés mellett döntött, egy éjszaka elhagyta a várost, és másnap Kasszian püspök és a megmaradt bojárok átadták Ivánnak Tvert és elfogadták őt uralkodójuknak. Iván megtiltotta csapatainak a fosztogatást és a fejedelemség élére legidősebb fiát és örökösét állította helytartóul.
Mihail Boriszovics Krakkóba menekült és kérte a lengyel királyt, hogy segítsen visszaszerezni fejedelemségét. Ám Kázmér józanul felmérve a helyzetet, visszautasította a kérést, amiről III. Ivánt is tájékoztatta. Mihail két kisebb birtokot kapott a királytól, ahol 1505-ös haláláig élt.

## Családja
Mihail kétszer házasodott:
- Szofja Szemjonovna (? – 1483. február 7.) a Litvániához tartozó Szluck hercegének lánya
- IV. Kázmér ismeretlen nevű unokája

Fia egyik házasságából sem született, így halála után a tveri fejedelmek dinasztiája kihalt.

## Fordítás
- Ez a szócikk részben vagy egészben  a(z)   Михаил Борисович című orosz Wikipédia-szócikk ezen változatának fordításán alapul.  Az eredeti cikk szerkesztőit annak laptörténete sorolja fel. Ez a jelzés csupán a megfogalmazás eredetét és a szerzői jogokat jelzi, nem szolgál a cikkben szereplő információk forrásmegjelöléseként.